# Henry Theel

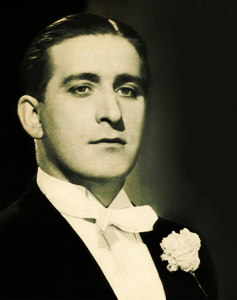
Henry Theel

Henry Per-Erik Theel, född 14 november 1917 i Helsingfors, död 19 december 1989 i Helsingfors, var en finländsk sångare. Theel var en av Finlands populäraste sångare under 1940- och 1950-talen.

## Biografi
Theel föddes i en finlandssvensk familj i Helsingfors, men tillbringade sin ungdom i Uleåborg. Hans fars släkt härstammade från Belgien. Från början var sång endast en hobby, men Theel gjorde sin första skivinspelning 1942, då med sången "Syyspihlajan alla". 1945 började Theel framföra sånger av Toivo Kärki och redan 1950 hade Theel gjort över 250 skivinspelningar. 1946-1952 turnerade Theel och Kärki i Finland och under samma tid blev Theels tolkning av "Punainen mylly" mycket framgångsrik. Theel gjorde skivinspelningar under 1950-talet, men tvingades göra en längre paus, då hans stämband skadades. Skadan förbjöd honom att under en tid sjunga helt och hållet.
Theel återkom med skivinspelningar under början av 1960-talet och uppträdde då med Pauli Granfelt och dennes orkester. De stora framgångarna för Theel blev då "Sellanen ol' Viipuri", "Syysillan tuuli", "Tangokavaljeeri" och "Rattaanpyörä". Efter detta gjorde Theel några inspelningar med Humppa-Veikkot. Theels skivinspelningar fortsatte fram till dennes död och slutligen hade han gjort över 500 inspelningar. Theel sjöng på finska, italienska, spanska och svenska. På svenska sjöng han bland annat "Kan du vissla Johanna?", "Vintergatan" och "Min älskling".

## Sånger (urval)
- "Satumaa"
- "Rakkaani"
- "Linnunrata"
- "Heili Karjalasta"
- "Kulkurin kaiho"
- "Eron hetki on kaunis"
- "Kaunis on luoksesi kaipuu"
- "Säkkijärven polkka"
- "Köyhä laulaja"